# Епархия Чалан-Каноа

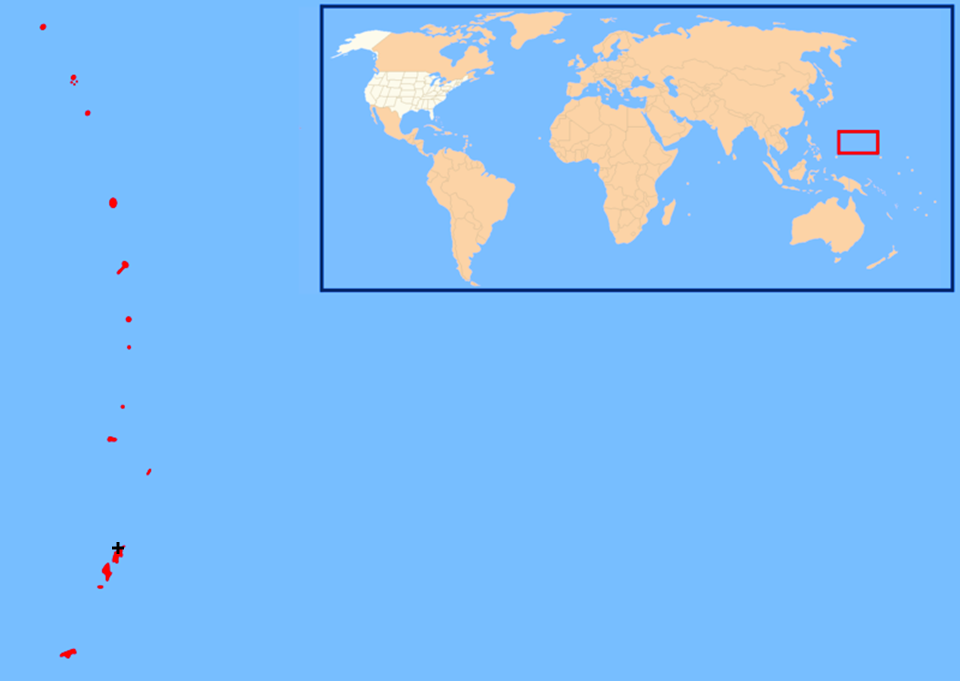
Расположение епархии ЧаланКаноа

Епархия Чалан-Каноа (лат. Dioecesis Vialembensis) — епархия Римско-Католической церкви с центром в городе Чалан-Каноа, остров Сайпан, Северные Марианские острова. Епархия Чалан-Каноа входит в митрополию Аганьи. Кафедральным собором епархии Чалан-Каноа является Собор Пресвятой Девы Марии Кармельской.

## История
17 сентября 1902 года Святой Престол учредил Апостольскую префектуру Марианских островов, выделив её из архиепархии Себу.
1 марта 1911 года Апостольская префектура Марианских островов была присоединена в Апостольской префектуре Каролинских островов, которая была переименована в Апостольскую префектуру Каролинских и Марианских островов (сегодня — епархия Каролинских островов). Позднее Марианские острова были присоединены к Апостольскому викариату Гуама.
8 ноября 1984 года Римский папа Иоанн Павел II издал буллу «Properamus», которой учредил епархию Чалан Каноа, выделив её их епархии Гуама (сегодня — Архиепархия Аганьи).

## Ординарии епархии
- епископ Томас Агуон Камачо[англ.] (08.11.1984 — 06.04.2010)
- епископ Райан Хименес[англ.] (апостольский администратор 28.12.2010 — 24.06.2016; 24.06.2016 — 06.07.2024)[1] — назначен архиепископом Аганьи
- епископ Ромео Дуэтао Конвокар[англ.] (с 24.11.2024)

## Источник
- Annuario Pontificio, Ватикан, 2007
- Булла Properamus  (лат.)